# Chinese Journal of Physics
Chinese Journal of Physics is een Taiwanees, aan collegiale toetsing onderworpen open access wetenschappelijk tijdschrift op het gebied van de natuurkunde.
De naam wordt in literatuurverwijzingen meestal afgekort tot Chin. J. Phys.
Het eerste nummer verscheen in 1963.
Chinese Journal of Physics (Chin. J. Phys.), uitgegeven door de Physical Society of Taiwan en momenteel gepubliceerd door Elsevier, is een internationaal peer-reviewed tijdschrift dat sinds 1963 verschijnt. Het tijdschrift is gewijd aan het publiceren van belangrijke vooruitgang in alle takken van de natuurkunde. De publicatietaal is Engels en het tijdschrift is opgenomen in toonaangevende databanken zoals de Science Citation Index Expanded (SCIE) en Scopus, wat zorgt voor brede academische zichtbaarheid en geloofwaardigheid.
Chin. J. Phys. verwelkomt originele onderzoeksartikelen, overzichtsartikelen en thematische bijdragen binnen een breed spectrum van onderwerpen, waaronder: gecondenseerde materie, atomaire en moleculaire fysica, optica, statistische en kwantummechanica, deeltjes- en kernfysica, astrofysica en gravitatie, vloeistofdynamica, plasma- en bundelfysica, kwantuminformatie en -computatie, niet-lineaire dynamica en complexe netwerken, biologische en medische fysica, en interdisciplinair onderzoek zoals zachte materie en econofysica. Het tijdschrift moedigt in het bijzonder bijdragen aan in opkomende of grensoverschrijdende vakgebieden.
Met een recente impactfactor in de orde van 4,6–5,0 handhaaft het tijdschrift een degelijke positie onder de middelhoge internationale natuurkundetijdschriften. Het peer-reviewproces verloopt relatief efficiënt, met een gemiddelde eerste beslissing binnen 1,5 tot 2 maanden, wat het aantrekkelijk maakt voor onderzoekers die hun resultaten snel willen publiceren.
Een van de sterke punten van het tijdschrift is de brede thematische reikwijdte en de openheid voor innovatieve onderzoeksthema’s, zoals niet-Hermitische fysica en entanglement-gebaseerde diagnostiek. De redactieraad bestaat uit wetenschappers uit zowel Azië als Europa/Noord-Amerika, wat bijdraagt aan de groeiende internationale profilering. Toch is er, in vergelijking met topbladen zoals Physical Review Letters of Nature Physics, nog ruimte voor groei wat betreft wereldwijde naamsbekendheid en citaatimpact, vooral binnen westerse onderzoeksinstellingen.
Al met al is de Chinese Journal of Physics een stabiel, gerespecteerd en inclusief tijdschrift dat geschikt is voor natuurkundigen in zowel traditionele als interdisciplinaire domeinen. Het tijdschrift is vooral goed ingeburgerd in de regio Azië-Pacific en groeit verder als een platform voor kwalitatief hoogstaand onderzoek met toenemende internationale samenwerking en academische reikwijdte.